# فورت چیزول (ویرجینیا)
فورت چیزول (به انگلیسی: Fort Chiswell) یک منطقهٔ مسکونی در ایالات متحده آمریکا است که در Wythe County واقع شده‌است. فورت چیزول ۳۱٫۴ کیلومتر مربع مساحت و ۹۳۹ نفر جمعیت دارد و ۶۲۶ متر بالاتر از سطح دریا واقع شده‌است.